# Dąbek (Mława)
Pour les articles homonymes, voir Dąbek.
Dąbek (prononciation : [ˈdɔmbɛk]) est un village polonais de la gmina de Stupsk dans le powiat de Mława de la voïvodie de Mazovie dans le centre-est de la Pologne.
Il se situe à environ 6 kilomètres à l'ouest de Stupsk (siège de la gmina), 12 kilomètres au sud de Mława (siège du powiat) et à 99 kilomètres au nord-ouest de Varsovie (capitale de la Pologne).

## Histoire
De 1975 à 1998, le village appartenait administrativement à la voïvodie de Ciechanów.